# スティーヴ・アルビニ
スティーヴン・フランク・アルビニ（Steven Frank Albini、1962年7月22日 - 2024年5月7日）は、アメリカ合衆国のレコーディング・エンジニアおよびミュージシャンである。シカゴを中心としたアメリカ中西部を拠点に、1980年代後期以降のオルタナティヴ・ロック／アンダーグラウンド・ロックシーンを代表する名エンジニアである。
レコーディング・エンジニアとして活動する一方でビッグ・ブラック（1982年 - 1987年）やレイプマン（1987年 - 1989年）というバンドのギタリストおよびボーカルを務め、死去時点ではシェラック（1992年 - 2024年）で活動を行っていた。

## 経歴
1962年にカリフォルニア州パサデナに生まれ、1974年にモンタナ州ミズーラに移住。14、5歳のときに同級生の影響でラモーンズに夢中になり、これがその後の音楽キャリアの出発点にあったと本人は語っている。

### ビッグ・ブラック時代：1981–1987
高校卒業後、シカゴにあるノースウェスタン大学でジャーナリズムを学ぶ。地元のファンジンでライターとして活躍する傍ら、バンド活動にも力を注ぎ、1981年、NU在学中にビッグ・ブラックを結成する。
1984年にホームステッド・レコードからEP「Racer-X」を、1986年にファースト・アルバム『Atomizer』をリリース。
1986年にホームステッドからタッチ・アンド・ゴー・レコーズに移籍し、同年、「Headache EP」と7インチ・シングル「Heartbeat」を録音し、翌年にリリースした。
1987年、バンドはセカンド・アルバム『ソングス・アバウト・ファッキング』と7インチ・シングル「He's a Whore / The Model」をタッチ・アンド・ゴーからリリースした。

### レイプマン時代：1987–1988
アルビニはその後、1987年にスキャンダラスなバンドレイプマンを結成。バンド名はみやわき心太郎による日本の漫画作品『THE レイプマン』に由来する。
2枚の7インチ・シングル「Hated Chinee b/w Marmoset」（1988年）と「Inki's Butt Crack b/w Song Number One」（1989年）、1枚のEP「Buddy」（1988年）、そしてアルバム『Two Nuns and a Pack Mule』を同じく1988年にTouch and Goからリリースした後に解散した。

### シェラック時代：1992–2024
1992年にはシェラックを結成。アルビニ在籍のシェラックは2024年まで活動を継続しており、5枚のスタジオ・アルバムを発表している。2014年9月に7年ぶりのアルバム『Dude Incredible』をリリースし、2024年5月17日に10年ぶりのアルバム『To All Trains』をリリース予定で、その後ツアーも控えていた。

### レコーディング・エンジニアとして

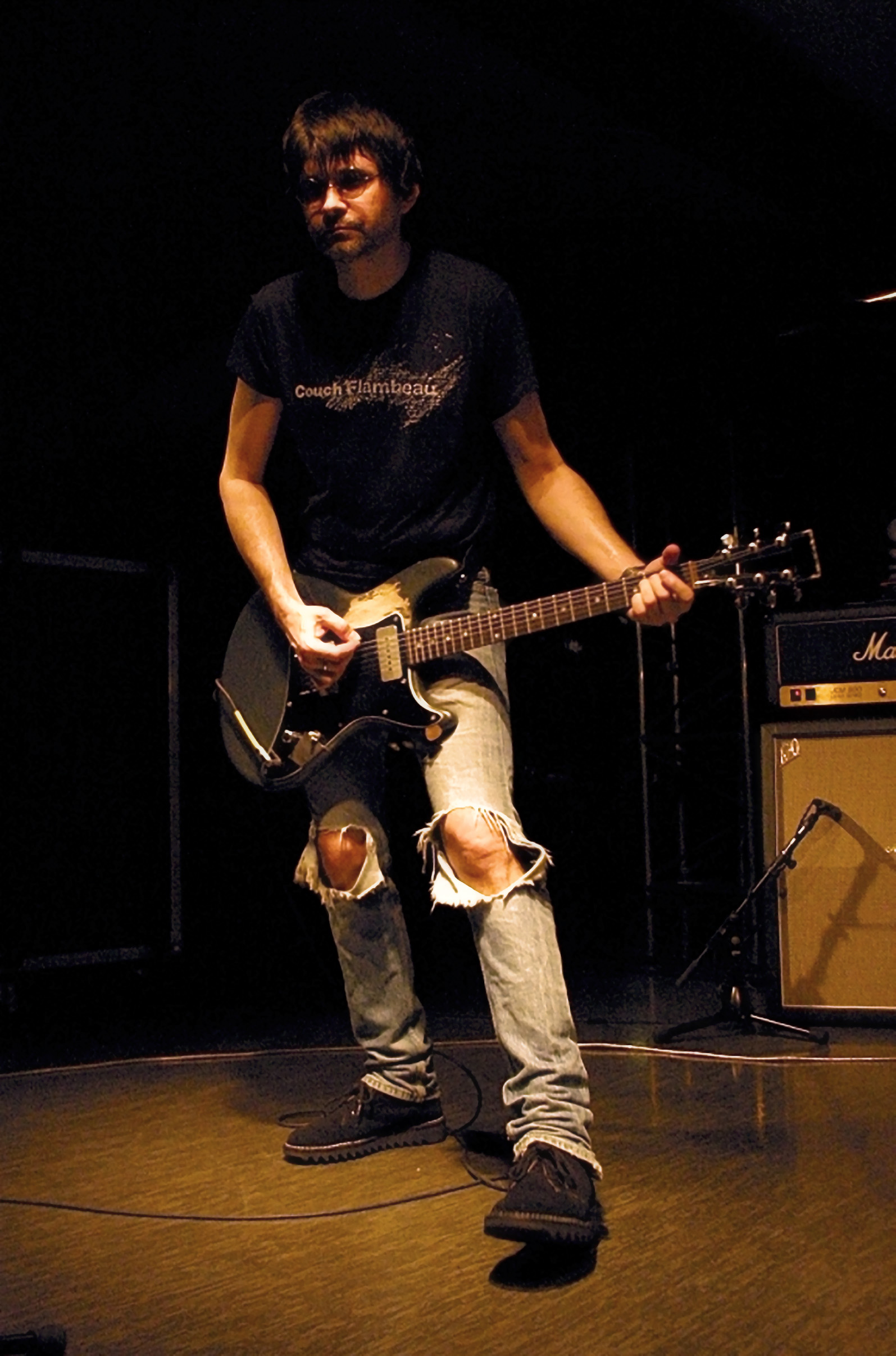
サンパウロにて（2008年4月）

ニルヴァーナの『イン・ユーテロ』、ピクシーズの『サーファー・ローザ』を始めとして、ペイジ&プラント、スーパーチャンク、モグワイ、スリント、ドン・キャバレロ、ヘルメット、PJ ハーヴェイ、マニック・ストリート・プリーチャーズ、メルト・バナナ、ニーナ・ナスターシャ、BORIS、THE SLUT BANKSなど国内外を問わず多数のアーティストの作品にエンジニアとして参加している。2007年にはイギー&ストゥージズの34年振りのアルバムをプロデュースした。アルビニは自身が「音楽プロデューサー」と呼ばれることを嫌っており、またアルバムのスリーヴノートに自身の名前はクレジットされない方がいいとコメントしている。
シカゴにエレクトリカル・オーディオというレコーディング・スタジオを所有しており、本人だけでなく彼のアシスタントであるグレッグ・ノーマンもエンジニアとして活動するときに使用している（グレッグはドン・キャバレロ、サムネイル、90 DAY MEN、ART-SCHOOLの作品を手がけている）。

### 来日
1992年3月にレコーディング・エンジニアを務めたZENI GEVAとの共演で初来日。1993年11月にシェラックとして、自身のバンドにおいて初めての来日公演を行った。

### ポーカープレイヤーとして
2018年「ワールド・シリーズ・オブ・ポーカー」によるセブンカード・スタッドの大会で優勝。2022年の同大会でも2度目の優勝を飾った。

### 死去
2024年5月7日に心臓発作により死去した。61歳没。

## 作品

### ビッグ・ブラック
- Lungs 12"EP （1982年）
- Bulldozer 12"EP （1983年）
- Racer-X 12"EP （1984年）
- Atomizer LP/MC （1986年）
- "Il Duce" 7" （1985年）
- "Heartbeat" 7" （1987年）
- Headache 12"EP （1987年）
- Hammer Party LP/MC （1986年）
- Songs About Fucking LP/MC/CD （1987年）
- Pigpile （1992年）
- The Rich Man's Eight Track Tape （1992年）
- "He's a Whore / The Model" 7" （1987年）
- "In My House" 5" （1992年）

### レイプマン
- "Hated Chinee b/w Marmoset" （1988年）
- Budd EP （1988年）
- Two Nuns and a Pack Mule （1988年）
- "Inki's Butt Crack b/w Song Number One" （1988年）

### シェラック
- "The Rude Gesture: A Pictorial History" 7" （1993年）
- "Uranus" 7" （1993年）
- At Action Park （1994年）
- シェラック ライヴ イン 東京 （1994年）
- "The Bird Is The Most Popular Finger" 7" （1994年）
- "Billiardspielerlied" 7" （1995年）
- "95 Jailbreak" 2x7" （1995年）
- The Futurist （1997年）
- "Rambler Song" 7" （1997年）
- Terraform （1998年） ※アナログ盤にはCDフルアルバムも同梱
- 1000 Hurts （2000年） ※アナログ盤にはCDフルアルバムも同梱
- "Agostino" 7" （2001年）
- Excellent Italian Greyhound （2007年） ※アナログ盤にはCDフルアルバムも同梱
- Dude Incredible （2014年）
- To All Trains （2024年）[3]